# کوه روبرت بارون
کوه روبرت بارون (به انگلیسی: Mount Robert Barron) یک کوه در ایالات متحده آمریکا است که در Hoonah–Angoon Census Area واقع شده‌است. کوه روبرت بارون ۱٬۰۵۹٫۱۹ متر بالاتر از سطح دریا واقع شده‌است.